# Ermano Maggini
Ermano Maggini (* 30. August 1931 in Intragna TI; † 19. Dezember 1991 ebenda) war ein Schweizer Musikpädagoge und Komponist.

## Leben und Wirken
Ermano Maggini erhielt seine Ausbildung an der Musikakademie in Zürich, wo er während vierzig Jahren lebte. Als Mitbegründer der Zürcher Gitarren-Schule bildete er viele Berufsschüler auf diesem Instrument aus, als Theorie- und Instrumentallehrer wirkte auch an anderen Schulen. Intragna blieb ihm ein Refugium für sein kompositorisches Schaffen.
Magginis Œuvre, das innerhalb von nur zwei Jahrzehnten entstand, umfasst 56 Werke (Liederzyklen, Chorwerke, Streichquartette, Quintette, Werke für Soli und Orchester). Kompositionen wurden vom Orchestra della Svizzera italiana unter Marc Andreae, dem Zürcher Kammerorchester unter Christof Escher, dem Stadtorchester Winterthur unter Mario Venzago und dem Symphonie-Orchester Zürich unter Jérôme Kaltenbach uraufgeführt. Weitere kammermusikalische Konzerte, Radio- und CD-Aufzeichnungen haben viele seiner Werke einem breiteren Publikum zugänglich gemacht. Kurz vor seinem Tod gründete der Komponist die Fondazione Ermano Maggini. Die Originalhandschriften gingen 1999 an die Zentralbibliothek Zürich.

## Diskographie
- Orgeltriptychon: Via Crucis – Ultima verba Christi. Erich Vollenwyder an der Orgel der Kirche Enge Zürich. Patmos, Zürich 1992.
- Werke für Violine, Gitarre und Kontrabass (OrchesTrio Zürich) / Werke für Flöte und Sopran (Werner Zumsteg, Jeannette Fischer): Torso IV; Cinque disegni; Trilogie; Canto V; Canto XVII; Zwischen Himmel und Erde. Szene Schweiz, Jecklin, 1995.
- Werke von Ermano Maggini für Klarinette, Violoncello und Klavier: Torso III; Cinque visioni; Torso VIII; Torso IX; Torso X; Canti I–III. Trio Zemlinsky. Szene Schweiz, Zürich 1993.
- Ermano Maggini. Gewandhaus-Quartett Leipzig; Tadashi Tajima (Shakuhachi), Fumio Shirato (Kontrabass), Orchestra della Svizzera Italiana, Annick Gautier (Violoncello), Leitung: Christof Escher. Szene Schweiz Jecklin, 2000.
- Die Streichquartette. Gewandhaus-Quartett Leipzig. Szene Schweiz, Jecklin, 2004.